# Fomboni
Fomboni település a Comore-szigeteken. 

## Népesség
A település népessége az elmúlt években az alábbi módon változott:

- 1980 : 5 400
- 1991 : 8 615
- 2003 : 13 300
- 2005 : 14 966
- 2008 : 16 041
- 2010 : 17 130
- 2012 : 18 277